# Атлас Кленке

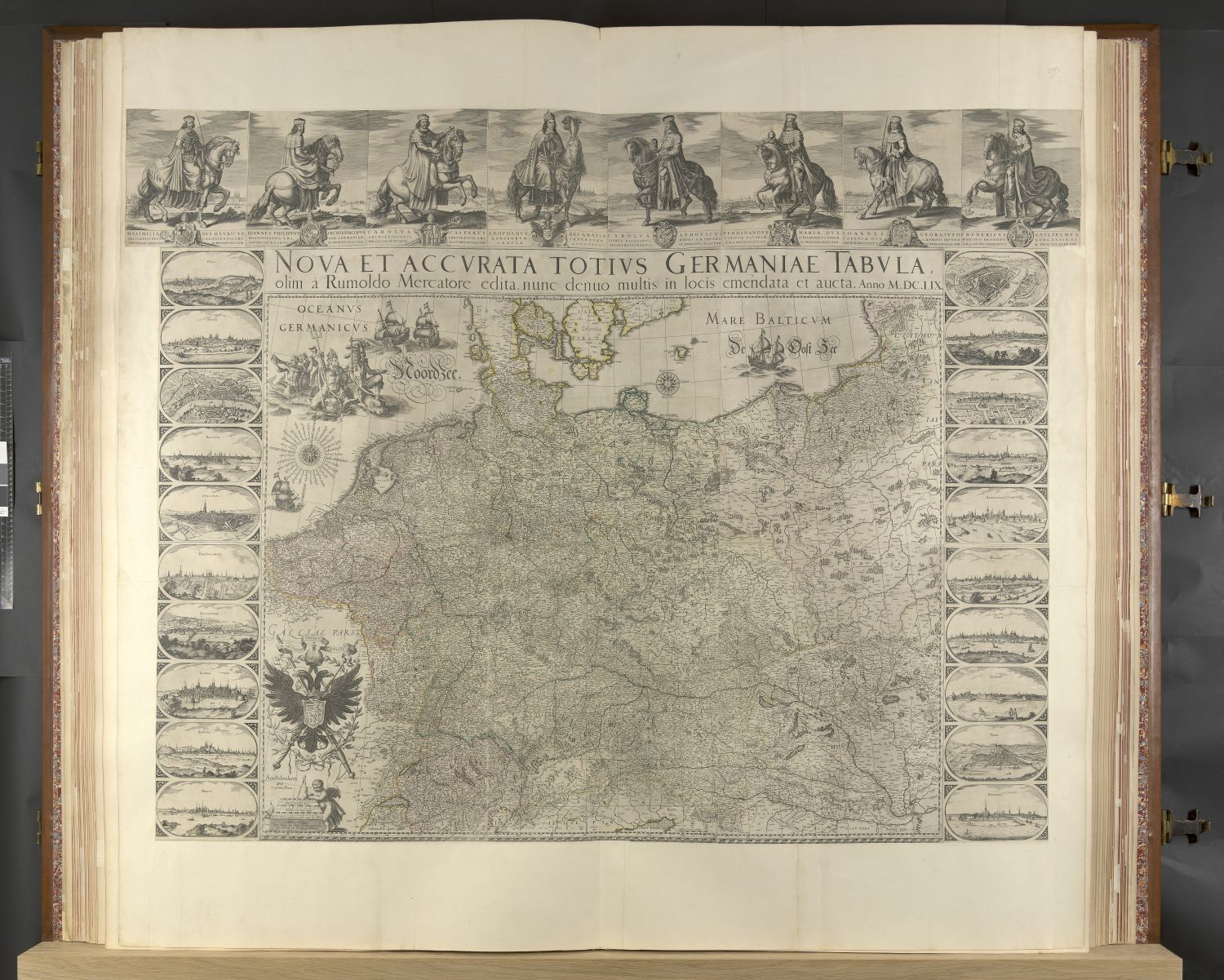
Карта Німеччини з атласу Кленке

Атлас Кленке — один з найбільших атласів у світі, опублікований у 1660 році. Походить з Нідерландів і сягає 1,75 м заввишки та 1,9 завширшки у відкритому вигляді. Зберігається у Британській бібліотеці. Щоб перенести потрібно залучати кілька людей.

## Опис
Атлас Кленке — унікальна робота у єдиному екзмплярі; інших копій не було створено. Це атлас світу, який складається з 37 карт на 39 аркушах з міді. Карти планувалося знімати та вивішува ти на стіні. Карти зображують континенти та різні європейські держави, і вони охоплюють усі географічні знання того часу.

## Історія
Ініціатором створенням атласу вважають нідерландського принца Джона Мауріца Нассауського. Він містить гравюри художників Яна Блау, Гондіуса та інших.
Атлас був подарунком королю Англії Карлу II він консорціума нідерландських торговців цукром з нагоди його відновлення на престолі..Консорціум, ймовірно, сподівався отримати вигідні торговельні угоди з Великою Британією щодо работоргівлі та їхніх цукрових плантацій. Подарунок передав професор Йоганнес Кленке у 1660 році. Карл був ентузіастом карт, і зберігав її в «Кабінеті та шафі раритетів» у палаці Вайтголл.
У 1828 році король Георг IV передав його Британському музею як частину великого подарунку карт і атласів, Королівської бібліотеки, зібраної його батьком Георгом III. У 1950-х роках атлас було переплетено та реставровано. Сьогодні його зберігає відділ антикварних карт Британської бібліотеки в Лондоні. З 1998 року виставляється біля входу у фойє читального залу карт. У квітні 2010 року його вперше за 350 років виставлено з відкритими сторінками на виставці в Британській бібліотеці.
До 2012 року атлас Кленке вважався найбільшим атласом у світі, імовірно, це був рекорд, оскільки атлас був створений 350 років тому. У лютому 2012 року австралійський видавець Гордон Чірз опублікував новий атлас під назвою Earth Platinum, який більший приблизно на фут, що робить його, ймовірно, найбільшим атласом у світі; Було виготовлено 31 примірник вартістю 100 тис. US$ кожен.
У 2017 році Британська бібліотека оцифрувала атлас і виклала його в Інтернет. Також було оприлюднено відео процесу оцифрування.